# Aureliusz Waleriusz Tullianus Symmachus
Aureliusz Waleriusz Tullianus Symmachus (ur. ok. 280) – konsul rzymski w 330 roku.

## Biografia
Symmachus urodził się ok. 280 roku. Został prokonsulem Achai w 319 roku, następnie konsulem w 330 roku za Konstantyna Wielkiego. Jego rodzicami byli prawdopodobnie Aureliusz Hermogenes, arcykapłan prowincji Azji, i arcykapłanka Tullia Valeria.